# Charles-Arthur Gonse
Charles-Arthur Gonse (Parigi, 19 settembre 1838 – Cormeilles-en-Parisis, 18 dicembre 1917) è stato un generale francese.

## Biografia
Gonse entrò all'École spéciale militaire de Saint-Cyr nel 1856. Successivamente entrò nell'École d'application d'État-major. Fu promosso sottotenente nel 1861. Partito per l'Algeria nel 1868, fece parte dello staff della divisione di Costantina fino al 1870.
All'inizio della guerra franco-prussiana fece parte dello staff del XIII corpo d'armata e partecipò alla marcia su Mézières alla fine di agosto, seguita dalla ritirata su Parigi. Durante l'assedio di Parigi, fu membro dello staff di difesa e partecipò in numerose occasioni alle operazioni di sgombero contro i prussiani.
Nel 1880 Gonse entrò nell'artiglieria e cinque anni più tardi fu promosso al grado di tenente colonnello. Nel 1887 fu nominato Capo di Stato Maggiore del XIX Corpo. Promosso colonnello nel 1888, entrò nello Stato Maggiore dell'esercito dove fu nominato capo del 4° ufficio. Insegnò anche all'Ecole de Guerre.
Divenuto generale di brigata nel 1893, fu nominato vice capo di Stato Maggiore. In questa veste, ricopre vari incarichi negli organi militari superiori e nel 1895 viene anche nominato Conseiller d'État in servizio straordinario.
Convinto fin dall'inizio della colpevolezza di Dreyfus, Gonse si rifiutò di sostenere Picquart quando quest'ultimo scoprì le prove dell'innocenza di Dreyfus. Gonse mantenne la sua linea di condotta, coprendo le azioni di Henry e Paty de Clam per scagionare Esterhazy in nome della ragione di Stato e della res judicata.
Alcuni autori parlano di collusione, cosa confermata dall'ultima storia dell'Affare pubblicata, che mostra addirittura la terribile responsabilità di Gonse nella persecuzione di Dreyfus e Picquart e nel salvataggio di Esterhazy.
Una volta scoperta la cospirazione e riconosciuta l'innocenza di Dreyfus, Gonse fu gradualmente sollevato dai suoi vari incarichi. Fu infine collocato in riserva nel 1903.

## Cinema
Nel film del 2019 L'ufficiale e la spia di Roman Polański Gonse è interpretato da Hervé Pierre.